# اودل اسکول (کارولینای شمالی)
اودل اسکول (به انگلیسی: Odell School) یک منطقهٔ مسکونی در ایالات متحده آمریکا است که در Cabarrus County واقع شده‌است. اودل اسکول ۲۱۴٫۵۸ متر بالاتر از سطح دریا واقع شده‌است.